# Son tus ojos dos estrellas
Son tus ojos dos estrellas (oficialmente El Camarón de la Isla con la colaboración especial de Paco de Lucía) es el tercer álbum del cantaor español Camarón de la Isla. Fue grabado y publicado en 1971. Cuenta con Paco de Lucía a la guitarra y Antonio Sánchez, padre de Paco, como compositor junto a su hijo.

## Lista de canciones
Todas las canciones fueron compuestas por Paco de Lucía y Antonio Sánchez.
1. Son tus ojos dos estrellas (Bulerías) 3:30
2. La mujer con ser mujer (Malagueñas) 2:00
3. Por mala lengua que tienes (Soleá de Alcalá) 4:11
4. Sin motivos ni razón (Fandangos) 2:43
5. En la provincia de Cádiz (Petenera) 3:01
6. De una mina de La Unión (Minera) 2:32
7. El espejo en que te miras (Soleá) 3:05
8. Me la tienes controlá (Fandangos) 2:37
9. Al padre santo de Roma (Tangos)3:18
10. Estoy cumpliendo condena (Polo) 4:26
11. Se murió mi madre (Seguiriyas) 3:10
12. Me voy por la calle abajo (Bulerías) 2:31

## Personal
- Camarón de la Isla - Voz
- Paco de Lucía - Guitarra

## Nota
El nombre oficial del álbum es El Camarón de la Isla con la colaboración especial de Paco de Lucía, pero es llamado Son tus ojos dos estrellas debido a que entre los aficionados se dio la costumbre de llamarlo por el nombre de la primera canción, fenómeno que se había dado también con el primer disco y con el segundo.
- Datos: Q7560610